# Dracocephalum
 Dracocephalum  es un género  de plantas fanerógamas perteneciente a la familia Lamiaceae, nativo de las regiones templadas del hemisferio norte. Comprende 200 especies descritas y de estas, solo 74 aceptadas.

## Descripción
Son plantas herbáceas anuales o perennes o subarbustos que alcanzan 15-90 cm de altura.

## Taxonomía
El género fue descrito por Carlos Linneo y publicado en Species Plantarum 2: 594. 1753. La especie tipo es: Dracocephalum moldavica L.  

## Especies aceptadas
A continuación se brinda un listado de las especies del género Dracocephalum aceptadas hasta septiembre de 2014, ordenadas alfabéticamente. Para cada una se indica el nombre binomial seguido del autor, abreviado según las convenciones y usos.	
| - D. aitchisonii Rech.f. - D. argunense Fisch. ex Link - D. aucheri Boiss. - D. austriacum L. - D. bipinnatum Rupr. - D. botryoides Steven - D. breviflorum Turrill - D. bullatum Forrest ex Diels - D. butkovii Krassovsk. - D. calophyllum Hand.-Mazz. - D. charkeviczii Prob. - D. discolor Bunge - D. diversifolium Rupr. - D. ferganicum Lazkov - D. foetidum Bunge - D. formosum Gontsch. - D. forrestii W.W.Sm. - D. fragile Turcz. ex Benth. - D. fruticulosum Steph. ex Willd. - D. grandiflorum L. - D. heterophyllum Benth. - D. hoboksarensis G.J.Liu - D. imberbe Bunge - D. imbricatum C.Y.Wu & W.T.Wang - D. integrifolium Bunge - D. isabellae Forrest ex W.W.Sm. - D. jacutense Peschkova - D. junatovii A.L.Budantsev - D. kafiristanicum Bornm. - D. komarovii Lipsky - D. kotschyi Boiss. - D. krylovii Lipsky - D. lindbergii Rech.f. - D. longipedicellatum Muschl. - D. microflorum C.Y.Wu & W.T.Wang - D. moldavica L. (type) - D. multicaule Montbret & Aucher ex Benth. | - D. multicolor Kom. - D. nodulosum Rupr. - D. nuratavicum Adylov - D. nuristanicum Rech.f. & Edelb. - D. nutans L. - D. oblongifolium Regel - D. olchonense Peschkova - D. origanoides Steph. ex Willd. - D. palmatoides C.Y.Wu & W.T.Wang - D. palmatum Steph. ex Willd. - D. parviflorum Nutt. - D. paulsenii Briq. - D. peregrinum L. - D. pinnatum L. - D. polychaetum Bornm. - D. popovii T.V.Egorova & Sipliv. - D. propinquum W.W.Sm. - D. psammophilum C.Y.Wu & W.T.Wang - D. purdomii W.W.Sm. - D. renati Emb. - D. rigidulum Hand.-Mazz. - D. rupestre Hance - D. ruyschiana L. - D. schischkinii Strizhova - D. scrobiculatum Regel - D. spinulosum Popov - D. stamineum Kar. & Kir. - D. stellerianum Hiltebr. - D. subcapitatum (Kuntze) Lipsky - D. surmandinum Rech.f. - D. taliense Forrest ex W.W.Sm. - D. tanguticum Maxim. - D. thymiflorum L. - D. truncatum Y.Z.Sun ex C.Y.Wu - D. velutinum C.Y.Wu & W.T.Wang - D. wallichii Sealy - D. wendelboi Hedge |